# Aethionema rotundifolium
Aethionema rotundifolium là một loài thực vật có hoa trong họ Cải. Loài này được (C.A.Mey.) Boiss. mô tả khoa học đầu tiên năm 1867.